# Marcelin Demoulin
Marcelin Jules Demoulin (Jemappes, 2 juli 1908 - Bergen, 24 september 1965) was een Belgisch politicus voor de PCB.

## Levensloop
Demoulin groeide op in een familie van mijnwerkers en ging ook zelf dat beroep uitoefenen.
In 1932 trad hij in nasleep van de grote mijnstakingen in zijn regio toe tot de communistische PCB. Demoulin trad eveneens toe tot de Internationale Rode Hulp, waarvan hij in 1937 regionaal secretaris werd, en was tevens actief binnen de Revolutionaire Mijnwerkerscentrale en de Vrienden van de Sovjet-Unie. Ook kreeg hij lessen politieke vorming van Xavier Relecom. In 1939 werd Demoulin federaal secretaris van de PCB-afdeling van de Borinage. In het kader daarvan werd hij tijdens de Schemeroorlog, toen de communisten als staatsvijanden werden beschouwd, in de lente van 1940 twee keer gearresteerd, maar zonder gerechtelijke gevolgen. 
Nadat de Duitse invasie in mei 1940 België daadwerkelijk bij de Tweede Wereldoorlog betrok, vluchtte Demoulin naar Frankrijk, om na de overgave van dat land in augustus 1940 terug te keren naar de Borinage. Hij coördineerde verzetsactiviteiten in de centrale Borinage en hielp met de verspreiding van de verzetskrant La Voix boraine. Demoulin werd door de Gestapo opgespoord voor het stelen van een explosief en dook daarom onder in Brussel. In 1941 werd hij door de partijleiding van de PCB terug naar de Borinage gestuurd, om er instructies te geven aan plaatselijke partijleden. In de lente van 1942 volgde hij Alphonse Bonenfant op als politiek secretaris van de PCB in het arrondissement Doornik, waarna hij in juni 1943 naar het steenboolbekken in de Centrestreek werd gestuurd. Daar nam hij tot het einde van de oorlog de leiding van de plaatselijke PCB op zich. Tijdens de Duitse bezetting was hij ook betrokken bij het opzetten van het clandestiene blad L'Espoir en werkte hij mee aan Métallo, een verzetskrant voor metaalarbeiders.
In 1946 trad Demoulin toe tot het Centraal Comité van de PCB. In februari dat jaar werd hij eveneens verkozen tot lid van de Kamer van volksvertegenwoordigers voor het arrondissement Bergen, waar hij slechts eenmaal het woord nam in verband met de Belgische ravitaillering. Bij de verkiezingen van 1949 verloor hij zijn zetel. 
Van 1946 tot 1958 was Demoulin eveneens gemeenteraadslid van zijn geboorteplaats Jemappes. Bij de gemeenteraadsverkiezingen van 1964 werd hij opnieuw verkozen en in januari 1965 werd hij schepen van Openbaar Onderwijs, een ambt dat hij bekleedde tot aan zijn plotselinge overlijden in september dat jaar, toen een beroerte hem fataal werd. 
Demoulin was de oom van Gustave Dutrieux, die voor de PCB even in de Senaat zetelde.